# Peace Township
Peace Township è una township degli Stati Uniti d'America, nella Contea di Kanabec, nello Stato del Minnesota. Secondo il censimento del 2000,  vivono 963 persone.

## Geografia
Secondo lo United States Census Bureau, Peace Township occupa un'area di 98,30 km², dei quali 94,30 km² è occupato da terra mentre il restante 4,00 km² (4,11%) è acqua.

## Popolazione
Secondo il censimento del 2000 ci sono a Peace Township 963 persone, 358 case e 264 famiglie residenti nella cittadina. La densità è pari a 10/2 km². La popolazione è per la maggior parte di carnagione bianca (96.88%) seguita da minoranze afroamericane (0,10%), nativi americani (0,93%), asiatici (0,73%), altre razze (1,25%) e di razza ispanica (0,42%).
Ci sono 358 case delle quali 33,8% hanno figli con età minore di 18 anni che vivono con loro. Il 61,7% sono coppie di sposi, il 7,8% sono donne senza un marito e il 26.0% non hanno famiglia. 20.4% di tutte le case sono costruite per single e il 6.1% per persone con più di 65 anni.
Nella città il 30,3% della popolazione è ha meno di 18 anni, il 6,0 dà i 18 ai 24, il 27.9% da 25 ai 44,23.2% dai 45 ai 64 e 12.6% ha più di 65 anni. L'età media è 37 anni. Per ogni 100 ragazze ci sono 107,5 maschi. Per ogni ragazza con età minore di 18 anni ci sono 1.071 ragazzi.